# Claude Mediavilla
Claude Mediavilla (Toulouse, 1947) es un calígrafo, diseñador tipográfico, paleógrafo y pintor francés. Ha publicado varios libros sobre el arte de la caligrafía, su lenguaje visual y su historia. 
Como calígrafo, cabe destacar su contribución en la materia, en especial en la relación entre la caligrafía y el arte abstracto, enfoque que reflejado en sus pinturas. Se le considera el principal impulsor del nuevo movimiento caligráfico en Francia. Como tipógrafo, ha diseñado varias fuentes digitalizadas, como Mediavilla o Galba. Como paleógrafo, son importantes sus investigaciones en la evolución histórica de la letra. 

## Biografía
Claude Mediavilla nació en Toulouse el de septiembre de 1947 en una familia de origen español. De 1965 a 1971 estudió caligrafía, paleografía y pintura en la Escuela Superior de las Bellas Artes de Toulouse y más tarde en el Scriptorium de Toulouse. A partir de 1976, ejerció como profesor en la Escuela de Bellas Artes de París. A lo largo de su carrera, continuó impartiendo su enseñanza a alumnos de todas las nacionalidades —Escuela de Artes Decorativas de París, Francia, 1987; Universidad de las Artes de Hamburgo, Alemania, 1999; Universidad de las Artes de Busan, Corea del Sur, 2002— y organiza numerosos cursos y congresos en Francia y en el extranjero (Estados Unidos, Bélgica, Países Bajos, Alemania, etc.).
En 1975, abrió su propio estudio de diseño en París y produjo trabajos tipográficos y caligráficos para agencias de publicidad, organizaciones gubernamentales y clientes privados. Ha recibido encargos del Presidente de la República Francesa, y de diversas embajadas y ministerios de países extranjeros, como Alemania, Japón, Estados Unidos o Italia, entre otros. Para la conmemoración del bicentenario de la muerte de Luis XVI, el Gobierno francés le encargó los grabados de las tumbas reales de la Basílica de Saint-Denis.
Su obra más importante es Caligrafía, de 1993, la cual es el resultado de toda una vida de investigación en este campo.  Según la revista Gràffica, este libro «constituye la primera obra científica y divulgativa sobre la caligrafía». Claude Mediavilla recibió el premio Charles Peignot en 1982.

La caligrafía es el arte de dar forma a los signos de una manera expresiva, armoniosa y hábil
Claude Mediavilla

## Tipos de letra
Es autor de las siguientes fuentes o tipografías:
- Mediavilla (CCT, 1976)
- Palazzo (Mecanorma, 1984)
- Media Script (Mecanorma, 1985)
- Mediavilla Script (Graphitel, 1986)
- Galba (1987)
- Toy (1991)
- Gallus Titling (2010)
- Aldi Roman (2010)

## Publicaciones
- Histoire de la calligraphie française, Albin Michel, 2006.
- L’ABCdaire de la calligraphie chinoise, Flammarion, Paris, 2002 (ISBN 2080106708)
- Le Dieu des hirondelles, Albin Michel, Paris, 2002
- Le Manuel d’Épictète, A. Michel, Paris, 2000 (ISBN 2226112383)
- L’ABCdaire de la calligraphie, Flammarion, Paris, 2000
- (avec Bruno Lussato), Claude Mediavilla : Du signe calligraphié à la peinture abstraite, Paris, 1996 (ISBN 2906869821)
- Calligraphie : Du signe calligraphié à la peinture abstraite, Paris, Imprimerie nationale, 1993 (ISBN 2743301597)